# Uno di questi giorni
Uno di questi giorni è un singolo del cantautore italiano Nek, pubblicato il 6 maggio 2016 come primo estratto dal tredicesimo album in studio Unici.

## Descrizione
Il brano ha anticipato il tredicesimo lavoro dell'artista emiliano, che a proposito della canzone dichiara: 
La canzone è stata presentata per la prima volta dal cantautore il 14 maggio 2016, durante una puntata del serale del talent show Amici di Maria De Filippi, di cui lo stesso Nek ne ricopriva il ruolo di direttore artistico della Squadra Blu insieme al rapper J-Ax. Il 22 giugno successivo offre invece una performance della canzone ai telespettatori de Il grande match, mentre il 23, 25 e 26 giugno l'artista ha cantato il brano presso Piazza del Popolo a Roma, ospite di tre serate della quarta edizione del Summer Festival.

## Video musicale
Il videoclip è stato pubblicato l'11 maggio 2016 attraverso il canale YouTube della Warner Music Italy e ha visto la partecipazione della prima ballerina della Parsons Dance Company Elena D'Amario, protagonista di un "tira e molla" assieme allo stesso Nek, entrambi legati con delle corde ai polsi nell'immensa sala di un palazzo a Praga.

## Tracce
1. Uno di questi giorni – 2:54

## Classifiche
| Classifica (2016) | Posizione massima |
| ----------------- | ----------------- |
| Italia            | 49                |